# آل حباجر (صعدة)
آل حباجر هي إحدى قرى الجمهورية اليمنية. وهي تتبع جغرافيًا لمحافظة صعدة. وإداريًا لمديرية سحار. يبلغ تعداد سكانها 5837 نسمة حسب الإحصاء الذي أجري عام 2004.